# Peter Dubovský (Fußballspieler)
Peter Dubovský (* 7. Mai 1972 in Bratislava; † 23. Juni 2000 in Ko Samui, Thailand) war ein slowakischer Fußballspieler.

## Vereinskarriere
Dubovský begann mit dem Fußballspielen bei Vinohrady Bratislava. Mit 13 Jahren wechselte der Stürmer zu Slovan Bratislava, wo er 1989 den Sprung in die Profimannschaft schaffte. Mit Slovan wurde Dubovský 1991/92 Tschechoslowakischer Meister. Dubovský sicherte sich mit 27 Treffern die Torjägerkanone. In der Folgesaison schoss er 24 Tore und wurde erneut Torschützenkönig.
Daraufhin wechselte der Slowake zu Real Madrid, wo er in zwei Jahren nur zwei Tore schoss. Zur Saison 1995/96 wechselte Dubovský zu Real Oviedo.

## Nationalmannschaft
19-jährig debütierte Dubovský am 13. November 1991 gegen Spanien im Dress der Tschechoslowakei. Sein letztes Spiel für die ČSFR bestritt der Angreifer am 17. November 1993 im WM-Qualifikationsspiel in Brüssel gegen Belgien (0:0). Insgesamt absolvierte Dubovský 14 Länderspiele für die Tschechoslowakei, er traf dabei sechs Mal.
Für die Slowakei absolvierte Dubovský 33 Länderspiele, in denen er 12 Tore schoss.

## Tod
Dubovský kam am 23. Juni 2000 während eines Urlaubsaufenthalts in Thailand ums Leben, als er einen Wasserfall hinunterstürzte.

## Erfolge
- Tschechoslowakischer Meister: 1991/92 mit Slovan Bratislava
- Spanischer Pokalsieger 1992/93 mit Real Madrid
- Spanischer Supercupsieger: 1993 mit Real Madrid
- Spanischer Meister: 1994/95 mit Real Madrid

Individuell:
- Slowakischer Fußballer des Jahres: 1993
- Torschützenkönig der Tschechoslowakischen Meisterschaft 1991/92 und 1992/93

## Cena Petra Dubovského – Memoriál Petra Dubovského
Der slowakische Fußballverband verleiht jährlich den Peter Dubovský-Preis (slowakisch: Cena Petra Dubovského) an den besten slowakischen jungen Spieler unter 21 Jahren.
Außerdem wird alljährlich das Jugendturnier Memoriál Petra Dubovského veranstaltet.